# Lorca CF
A Lorca CF, teljes nevén Lorca Club de Fútbol egy már megszűnt labdarúgócsapat. A klubot 1994-ben alapították, nyolc évvel később szűnt meg.

## Története
A klubot 1994-ben alapították, a CF Lorca Deportiva jogutódjaként. Első szezonját a negyedosztályban töltötte, amelyet rögtön meg is nyert. A Segunda B-be eredetileg mégsem jutott fel, mivel elvesztette a rájátszást a Novelda CF, a Tárrega CF és az UD Poblense ellen. Feljutása csak a Cartagena FC visszalépésével vált lehetségessé. A következő évben nem sikerült kivívni a bennmaradást a harmadosztályban, a Lorca csak a 19. helyen végzett. Az ingázás a következő években is folytatódott. 1997-ben második lett a negyedosztályban, így ismét feljutott. 1998-ban, bár helyezésén javított, tizenhetedikként zárt, ez nem volt elég a kiesés elkerülésére. Az újabb negyedosztályú szezon végén ezúttal negyedikként vívta ki a feljutást, majd utolsó harmadosztályú idényében szerepelt a leggyengébben, csak huszadik lett. Ekkortól még két évig létezett a csapat, mindkétszer negyedik lett a Tercera División keretein belül, majd megszűnt.

## Sikerek
- Trofeo Playa y Sol (5): 1995, 1996, 1997, 1999, 2000